# Stazione di Higashi-Iwatsuki
La stazione di Higashi-Iwatsuki (東岩槻駅?, Higashi-Iwatsuki-eki) è una stazione ferroviaria situata nella città giapponese di Saitama della prefettura omonima, nel quartiere di Iwatsuki-ku, ed è servita dalla linea Tōbu Noda delle Ferrovie Tōbu.

## Linee
Ferrovie Tōbu
● Linea Tōbu Noda

## Struttura
La stazione è realizzata in superficie, con un marciapiede a isola servito da due binari passanti. Il fabbricato viaggiatori è raggiungibile da una passerella sopraelevata con scale mobili e ascensori.
| 1 | ● Linea Tōbu Noda | per Iwatsuki e Ōmiya                                               |
| 2 | ● Linea Tōbu Noda | per Kasukabe, Nodashi, Kashiwa, Mutsumi, Shin-Kamagaya e Funabashi |

## Stazioni adiacenti
| «          | Servizio   | »          |
| Linea Noda | Linea Noda | Linea Noda |
| ---------- | ---------- | ---------- |
| Iwatsuki   | Locale     | Toyoharu   |